# Machaerium cultratum
Machaerium cultratum är en ärtväxtart som beskrevs av Henri François Pittier. Machaerium cultratum ingår i släktet Machaerium och familjen ärtväxter. Inga underarter finns listade i Catalogue of Life.